# Národní konzervatismus
Národní konzervatismus je variantou konzervatismu,[zdroj⁠?!] která míní více zohledňovat národní zájmy, tradice, kulturu a sociální či etnická hlediska. Má blízko k sociálnímu konzervatismu (ve smyslu společensky konzervativních postojů), jelikož se orientuje na tradiční rodinu (vnímanou jako centrum identity) a sociální stabilitu.
Ekonomická orientace národních konzervativců se liší, sahá od podpory laissez faire až po podporu sociálně tržního hospodářství. Zaujímá kritický postoj vůči imigraci, kterou hodlá omezovat.
Národní konzervatismus má mnohdy blízko k umírněné variantě nacionalismu. V reakci na multikulturalismus oficiálně proklamovaný Evropskou unií[zdroj?] se v Evropě prosazuje euroskepticismus. Národní konzervatismus bývá občas srovnáván s gaullismem.

## Národně konzervativní strany ve světě
- Dánská lidová strana
- Demokratická strana Srbska
- Slovenská národná strana
- Právo a spravedlnost
- Fidesz – Maďarská občanská unie
- Bratři Itálie
- Hnutí pro Francii
- Konstituční strana
- Likud
- Národní náboženská strana
- Svobodná strana Rakouska[1]
- Švýcarská lidová strana
- Strana pro svobodu
- Vlámský zájem
- Reform UK
- Národní sdružení

- Svoboda a přímá demokracie
- Motoristé sobě

## Historické národně konzervativní strany
- Německá národně lidová strana
- Československá národní demokracie
- Realisté
- Monarchistická národní strana
- Cherut
- Litevská národní unie
- Národní demokracie